# Sibthorpieae
Sibthorpieae es una tribu  de plantas de flores perteneciente a la familia Plantaginaceae. Comprende los siguientes géneros:

## Géneros
- Hemiphragma
- Sibthorpia

- Datos: Q6127377
- Multimedia: Sibthorpieae / Q6127377
- Especies: Sibthorpieae